# Medal of Honor: Infiltrator
Medal of Honor: Infiltrator é um jogo eletrônico de tiro em terceira pessoa de cima para baixo, sendo o sexto título da série Medal of Honor e o segundo jogo para o Game Boy Advance. O jogo foi desenvolvido pela Netherock Ltd. e publicado pela EA Games na América do Norte em novembro de 2003 e na Europa e Japão em dezembro.

## Jogabilidade
No jogo, o jogador assume o papel do cabo Jake Murphy, completando cinco missões para derrotar o Eixo em algumas das batalhas mais famosas da Segunda Guerra Mundial. O jogo apresenta 15 missões espalhadas por três teatros, incluindo 5 missões atrás das linhas inimigas. Infiltrator é tecnicamente um jogo de tiro em terceira pessoa com visão fixa. Através do uso de um cabo de link, Infiltrator suporta até dois jogadores. Ele também possui uma opção de conectividade Nintendo GameCube, que conecta o jogo e a versão GameCube de Medal of Honor: Rising Sun usando o Cabo de ligação do Game Boy Advance, que permite que o Game Boy Advance seja usado como um mapa no jogo. Ao completar todas as missões, o jogador desbloqueia o "Modo Sobrevivência", onde o objetivo é ver quanto tempo o jogador consegue sobreviver e então tentar bater seu recorde. Completar o jogo com os objetivos de bônus cumpridos desbloqueia o "Modo Max GI", onde o jogador deve completar todas as missões continuamente sem desligar o sistema de jogo.

## Recepção
O jogo recebeu críticas "favoráveis" de acordo com o agregador de análises de videogames Metacritic. Craig Harris da IGN observou que "o produto final é um jogo bem no outro extremo do espectro de qualidade" se comparado ao porte do título Medal of Honor: Underground para GameBoy, e "tem uma ótima sensação o tempo todo." Frank Provo da GameSpot afirmou que Infiltrator "é um jogo portátil divertido que deve agradar a qualquer um que esteja procurando por um jogo de ação com dentes."